# Flughafen Rajkot

i8
i11
i13
Der ca. 135 m hoch gelegene Flughafen Rajkot (englisch Rajkot Airport, IATA-Code: RAJ, ICAO-Code: VARK) ist ein zivil genutzter Flughafen nur ca. 3 km (Fahrtstrecke) nordwestlich des Stadtzentrums der Millionenstadt Rajkot im nordwestindischen Bundesstaat Gujarat.

## Geschichte
Wegen seiner Lage innerhalb des Stadtgebiets und der dichten Besiedlung rund um das Flughafengelände herum, waren die Ausbaumöglichkeiten und damit auch die maximale Kapazität des Flughafens begrenzt. Deshalb wurde 2017 der Bau eines neuen Flughafens außerhalb der Stadt beschlossen.
Die Eröffnung dieses neuen, ca. 38 km nordöstlich gelegenen internationalen Flughafen Rajkot (englisch Rajkot Greenfield International Airport) war für das Jahr 2022/23 geplant. Im September 2023 eröffnete der neue Flughafen und übernahm zeitgleich den Linienflugbetrieb vom Flughafen Rajkot.

## Verbindungen
Es bestanden zuletzt lediglich vier nationale Verbindungen zu den Städten Mumbai, Delhi, Goa und Bangalore. Mit der Eröffnung des neuen Flughafens wurde der kommerzielle Betrieb eingestellt. Für allgemeine Luftfahrt steht der Flughafen Rajkot aber weiterhin zur Verfügung.

## Sonstiges
- Betreiber des Flughafens ist die Airports Authority of India.
- Die Start- und Landebahn hat eine Länge von ca. 1843 m.